# Michael Weinrich (Fußballspieler)

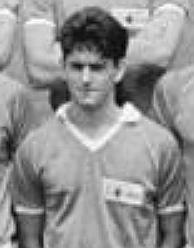
Weinrich 1988

Michael Weinrich (* 3. November 1969 in Ost-Berlin) ist ein ehemaliger Berliner Fußballspieler, der für den 1. FC Union Berlin in der DDR-Oberliga, der höchsten Spielklasse des DDR-Fußball-Verbandes, spielte.

## Sportliche Laufbahn
Weinrich kam 1981 vom Ost-Berliner Trainingszentrum Lichtenberg zur Nachwuchsabteilung des 1. FC Union Berlin. Dort spielte er ab 1985 in der DDR-Juniorenoberliga und wurde 1989 in den Kader der DDR-Junioren-Nationalmannschaft berufen. Er gehörte zum DDR-Aufgebot für die Junioren-Fußballweltmeisterschaft 1989, kam aber nicht zum Einsatz.
Zu diesem Zeitpunkt hatte er als 18-jähriger Schüler bereits seinen Einstand bei den Männern in der Oberliga gegeben. Sein erstes Oberligaspiel bestritt er am 21. Mai 1988 in der Begegnung des 25. Spieltages der Saison 1987/88 1. FC Union – HFC Chemie (3:2), nachdem er in der 78. Minute eingewechselt worden war. Am letzten Spieltag dieser Saison kam er gegen den FC Karl-Marx-Stadt in der 72. in das Spiel, schoss in der 73. Minute das Ausgleichstor zum 2:2 und bereitete damit den 3:2-Sieg der Unioner vor, die damit den Klassenerhalt schafften.
Trotzdem wurde Weinrich anschließend ausdelegiert und mit Beginn der Saison 1988/89 zum zweitklassigen DDR-Liga-Aufsteiger BSG KWO Berlin geschickt. Bereits nach vier Monaten, nachdem der 1. FC Union mit eklatanter Sturmschwäche auf einem Abstiegsplatz gelandet war, holte der Klub den 1,75 m großen Weinrich als Stürmer zurück, und Trainer Karsten Heine setzte ihn bis zum Saisonende noch in neun Punkt- und einem Pokalspiel ein. Nur bei den letzten beiden Punktspielen stand Weinrich in der Anfangself, konnte damit die Unioner aber auch nicht mehr vor dem Abstieg retten. Durch Verletzungen gehandicapt konnte Weinrich auch in der DDR-Liga-Saison 1989/90 nur sechs Punktspiele bestreiten, wurde danach auch noch für die Saison 1990/91 nominiert, beendete aber zum Jahresende 1990 seine Laufbahn als Leistungssportler. Als Freizeitfußballer spielte er noch einige Zeit beim Berliner SV Lichtenberg 47.